# بزرگ‌ترین شرکت‌های هواپیمایی
چندین فاکتور برای مشخص نمودن بزرگترین شرکت‌های هواپیمایی جهان، وجود دارد، که استانداردترین آنها؛ تعداد انتقال مسافر (تعداد مسافران در طول یک سال مالی)، میزان درآمد (درآمد سالیانه)، اندازه ناوگان (شمار هواپیماها)، میزان بار جابجا شده (وزن بارها) و تعداد مقصدها (مقصد: پروازهای مستقیم روزانه از فرودگاه خانگی) می‌باشند.

## بر پایه میزان درآمد

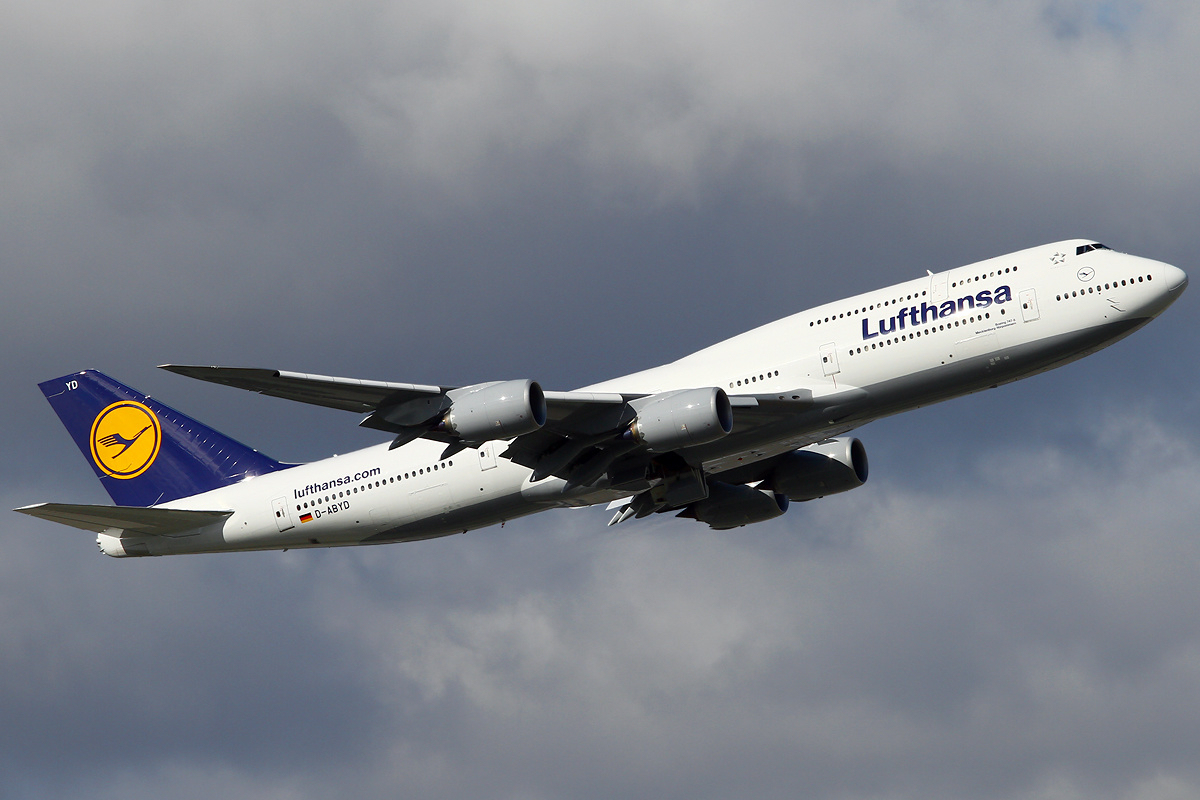
هواپیمایی بوئینگ ۷۴۷ متعلق به لوفت‌هانزا

اطلاعات زیر از فهرست فوربز جهانی ۲۰۰۰، که هر ساله بزرگترین شرکت‌های عمومی جهان را بر پایه میزان درآمد سالیانه، رتبه‌بندی می‌کند، استخراج شده‌است:
| رتبه | شرکت هواپیمایی           | کشور                | درآمد (میلیارد دلار <$>) | سود خالص (میلیارد دلار <$>) | دارایی‌ها (میلیارد دلار <$>) | ارزش بازار (میلیارد دلار <$>) |
| ---- | ------------------------ | ------------------- | ------------------------ | --------------------------- | --------------------------- | ----------------------------- |
| ۱    | دلتا ایرلاینز            | ایالات متحده آمریکا | ۴۴/۹                     | ۱٫۳                         | ۳۷٫۵                        | ۹٫۷                           |
| ۲    | امریکن ایرلاینز ^        | ایالات متحده آمریکا | ۴۴/۵                     | -۱٫۳                        | ۳۲٫۹                        | ۳٫۹                           |
| ۳    | لوفت‌هانزا                | آلمان               | ۴۲/۳                     | -۰٫۷                        | ۳۷٫۶                        | ۱۰٫۳                          |
| ۴    | یونایتد ایرلاینز         | ایالات متحده آمریکا | ۴۱/۹                     | ۱                           | ۴۴٫۶                        | ۱۳٫۶                          |
| ۵    | ایر فرانس-کی‌ال‌ام         | فرانسه · هلند       | ۳۳٫۸                     | -۱٫۶                        | ۳۴٫۷                        | ۳٫۱                           |
| ۶    | اینترنشنال ایرلاینز گروپ | بریتانیا · اسپانیا  | ۲۳٫۹                     | -۱٫۲                        | ۲۵٫۶                        | ۷٫۶                           |
| ۷    | آل نیپون ایرویز          | ژاپن                | ۱۷٫۱                     | ۰٫۳                         | ۲۳٫۵                        | ۷٫۸                           |
| ۸    | ساوت‌وست ایرلاینز         | ایالات متحده آمریکا | ۱۷٫۱                     | ۰٫۴                         | ۱۸٫۶                        | ۹                             |
| ۹    | کانتاس                   | استرالیا            | ۱۶٫۱                     | -۰٫۳                        | ۲۱٫۷                        | ۴٫۱                           |
| ۱۰   | هواپیمایی جنوبی چین      | چین                 | ۱۵٫۷                     | ۰٫۴                         | ۲۲٫۹                        | ۵٫۸                           |

پاورقی
- ^ ارقام متعلق به پس از ادغام امریکن ایرلاینز و یو اس ایرویز می‌باشد.

## بر پایه تعداد انتقال مسافر
| رتبه | شرکت هواپیمایی      | ۲۰۱۳  | ۲۰۱۲  | ۲۰۱۱  | ۲۰۱۰  | ۲۰۰۹  | پاورقی |
| ---- | ------------------- | ----- | ----- | ----- | ----- | ----- | ------ |
| ۱    | امریکن ایرلاینز^    | ۱۹۳٫۷ | ۱۰۷٫۸ | ۱۰۷٫۲ | ۱۰۵٫۲ | ۱۰۴٫۵ | [ ۲ ]  |
| ۲    | دلتا ایرلاینز^      | ۱۶۴٫۶ | ۱۶۴٫۶ | ۱۶۳٫۸ | ۱۶۲٫۶ | ۱۶۱٫۱ | [ ۳ ]  |
| ۳    | یونایتد ایرلاینز^   | ۱۳۹٫۲ | ۱۴۰٫۴ | ۱۴۱٫۸ | ۱۴۵٫۶ | ۱۴۴٫۳ | [ ۴ ]  |
| ۴    | ساوت‌وست ایرلاینز^   | ۱۳۳٫۲ | ۱۳۴٫۰ | ۱۲۷٫۶ | ۱۰۶٫۲ | ۱۰۱٫۳ | [ ۵ ]  |
| ۵    | هواپیمایی جنوبی چین | ۹۱٫۸  | ۸۶٫۵  | ۸۰٫۷  | ۷۵٫۶  | ۶۶٫۳  | [ ۶ ]  |
| ۶    | 🇶🇦 قطر ایرویز       | ۸۱٫۴  | ۷۹٫۳  | ۷۵٫۸  | ۷۲٫۱  | ۶۶٫۵  | [ ۷ ]  |
| ۷    | هواپیمایی شرقی چین  | ۸۰٫۰  | ۷۳٫۱  | ۶۸٫۷  | ۶۴٫۹  | ۴۴٫۰  | [ ۸ ]  |
| ۸    | ایر چاینا           | ۷۷٫۷  | ۷۲٫۴  | ۶۹٫۷  | ۶۰٫۰  | ۴۱٫۳  | [ ۹ ]  |
| ۹    | لوفت‌هانزا^          | ۷۶٫۳  | ۷۴٫۷  | ۶۵٫۵  | ۵۸٫۹  | ۵۵٫۶  | [ ۱۰ ] |
| ۱۰   | ایزی‌جت^             | ۶۱٫۳  | ۵۹٫۲  | ۵۵٫۵  | ۴۹٫۷  | ۴۶٫۱  | [ ۱۱ ] |

پاورقی

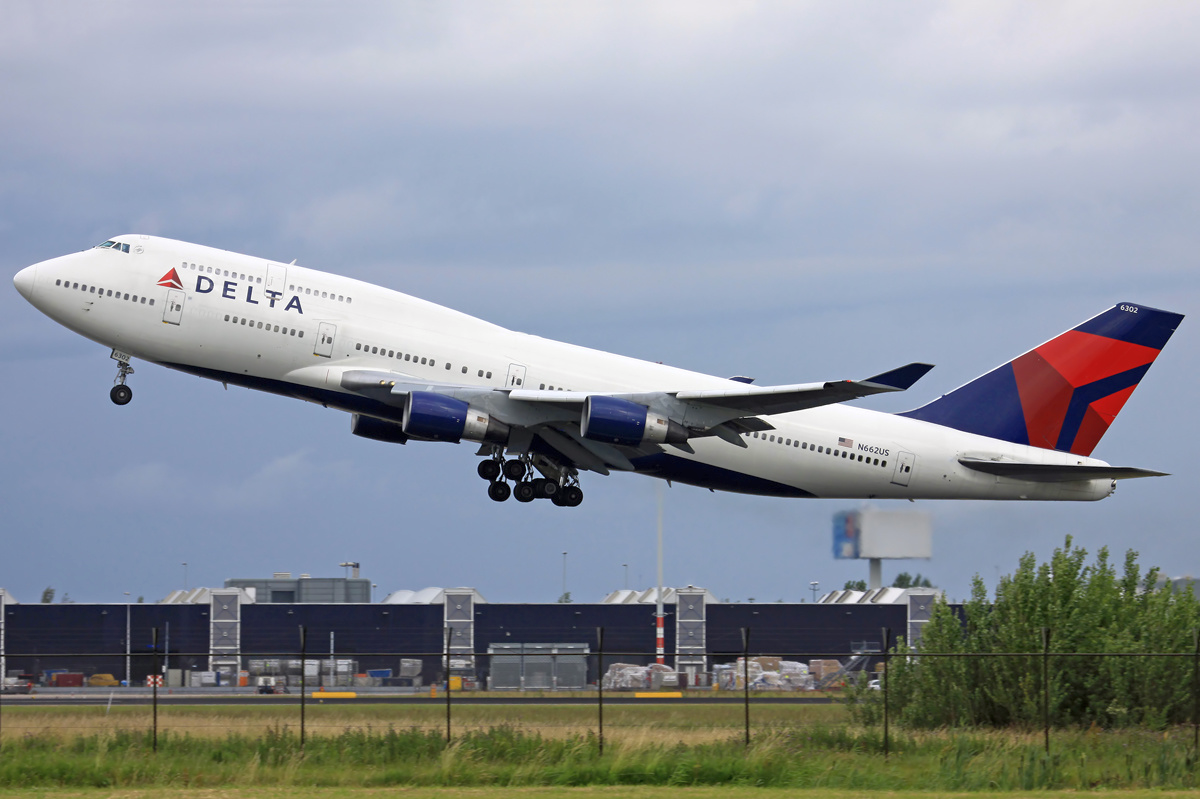
هواپیمای بوئینگ ۷۴۷، متعلق به دلتا ایرلاینز

- بر اساس آمار و ارقام منتشر شده از شرکت.
- ^  اطلاعات مربوط به سال ۲۰۱۳ پس از ادغام امریکن ایرلاینز و یو اس ایرویز.
- ^  به‌همراه شرکت زیرمجموعه دلتا کانکشن.
- ^  به‌همراه یونایتد اکسپرس.
- ^  پس از سال ۲۰۱۱ به‌همراه ایرترن ایرویز،
- ^  به‌همراه شرکت زیرمجموعه لوفت‌هانزا رجنال و ژرمن‌وینگز.
- ^  به‌همراه شرکت زیرمجموعه ایزی‌جت سوئیس.

## بر پایه میزان انتقال بار
در فهرست زیر بزرگترین شرکت‌های هواپیمایی بر پایه میزان وزن بار و بسته‌های پستی جابجا شده، در سال مالی ۲۰۱۲ رتبه‌بندی شده‌اند. (اعداد بر پایه میلیون تن، درج شده‌است)
| رتبه | شرکت هواپیمایی           | ۲۰۱۲   |
| ---- | ------------------------ | ------ |
| ۱    | فدکس اکسپرس              | ۱۶٬۱۰۸ |
| ۲    | یوپی‌اس ایرلاینز          | ۱۰٬۴۱۶ |
| ۳    | امارات اسکای‌کارگو        | ۹٬۳۱۹  |
| ۴    | کاتای پسیفیک             | ۸٬۴۳۳  |
| ۵    | هواپیمایی کره            | ۸٬۱۴۴  |
| ۶    | لوفت‌هانزا کارگو          | ۷٬۱۷۵  |
| ۷    | سنگاپور ایرلاینز کارگو   | ۶٬۶۹۴  |
| ۸    | بریتیش ایرویز ورلد کارگو | ۴٬۷۳۲  |
| ۹    | چاینا ایرلاینز کارگو     | ۴٬۵۳۸  |
| ۱۰   | اوا ایر                  | ۴٬۴۷۰  |

پاورقی
- بر پایه اطلاعات منتشر شده توسط یاتا.[۱۲]

## بر پایه اندازه ناوگان

### هواپیماهای مسافربری

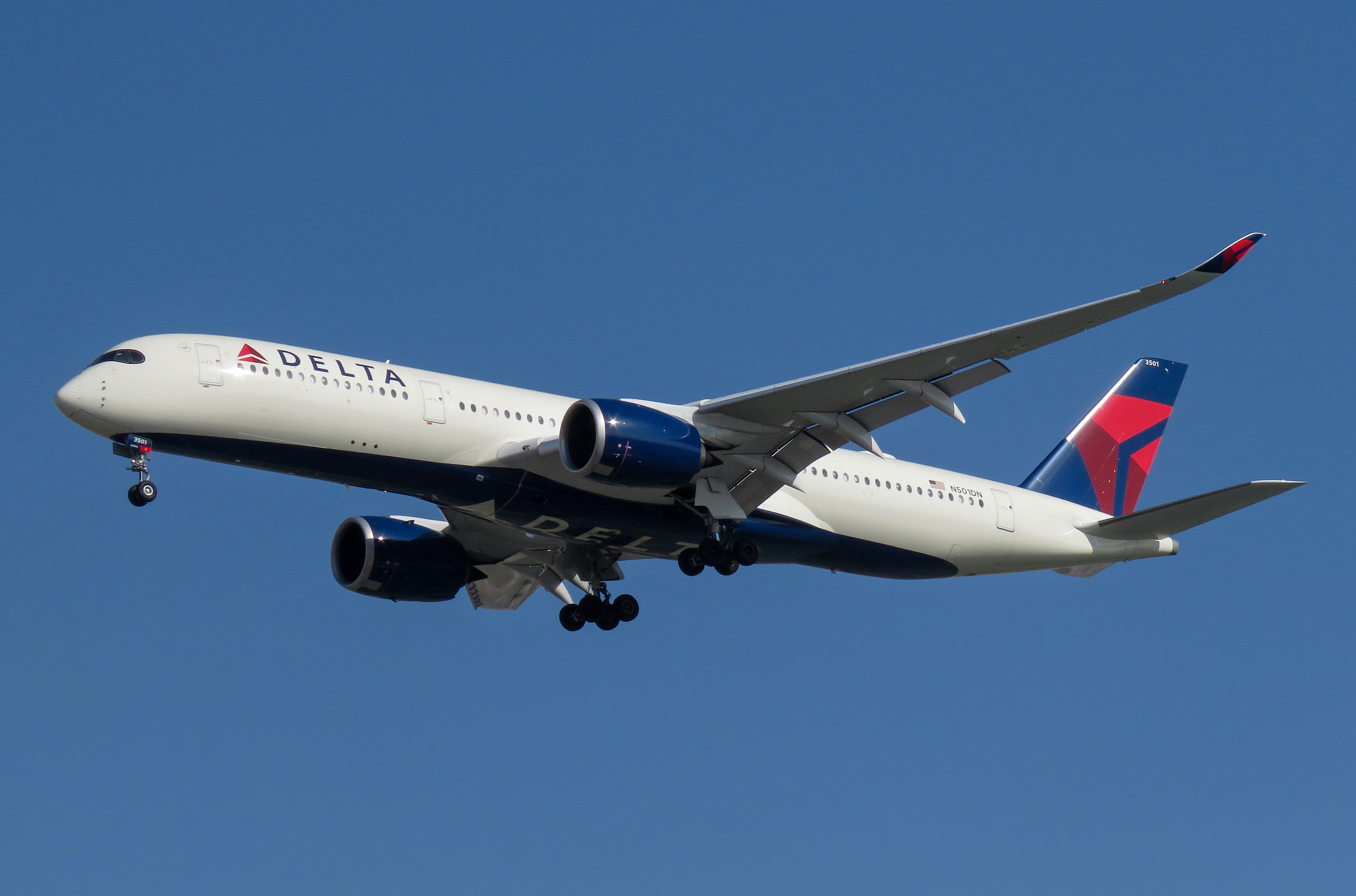
ایرباس ای۳۵۰ دلتا ایرلاینز

| رتبه | شرکت هواپیمایی      | کشور                | ناوگان | هواپیمای پهن‌پیکر | هواپیمای باریک‌پیکر | هواپیماهای منطقه‌ای |
| ---- | ------------------- | ------------------- | ------ | ---------------- | ------------------ | ------------------ |
| ۱    | امریکن ایرلاینز     | ایالات متحده آمریکا | ۹۵۷    | ۱۵۵              | ۷۸۲                | ۲۰                 |
| ۲    | دلتا ایرلاینز       | ایالات متحده آمریکا | ۸۸۰    | ۱۵۱              | ۷۲۹                |                    |
| ۳    | یونایتد ایرلاینز    | ایالات متحده آمریکا | ۷۷۷    | ۱۹۱              | ۵۸۶                |                    |
| ۴    | ساوت‌وست ایرلاینز    | ایالات متحده آمریکا | ۷۵۳    |                  | ۷۵۳                |                    |
| ۵    | هواپیمایی شرقی چین  | چین                 | ۶۰۷    | ۹۱               | ۵۱۳                | ۳                  |
| ۶    | هواپیمایی جنوبی چین | چین                 | ۶۰۳    | ۹۷               | ۴۶۳                | ۱۹                 |
| ۷    | اسکای‌وست            | ایالات متحده آمریکا | ۴۸۶    |                  |                    | ۴۸۶                |
| ۸    | رایان‌ایر            | جمهوری ایرلند       | ۴۵۶    |                  | ۴۵۶                |                    |
| ۹    | ایر چاینا           | چین                 | ۴۳۹    | ۱۳۰              | ۳۰۶                |                    |
| ۱۰   | فدکس اکسپرس         | ایالات متحده آمریکا | ۳۷۸    | ۲۶۷              | ۱۱۱                |                    |
| ۱۱   | لوفت‌هانزا           | آلمان               | ۳۶۰    | ۱۱۵              | ۱۹۸                | ۴۷                 |
| ۱۲   | ترکیش ایرلاینز      | ترکیه               | ۳۳۲    | ۱۰۷              | ۲۲۵                |                    |

## بر پایه تعداد مقصد

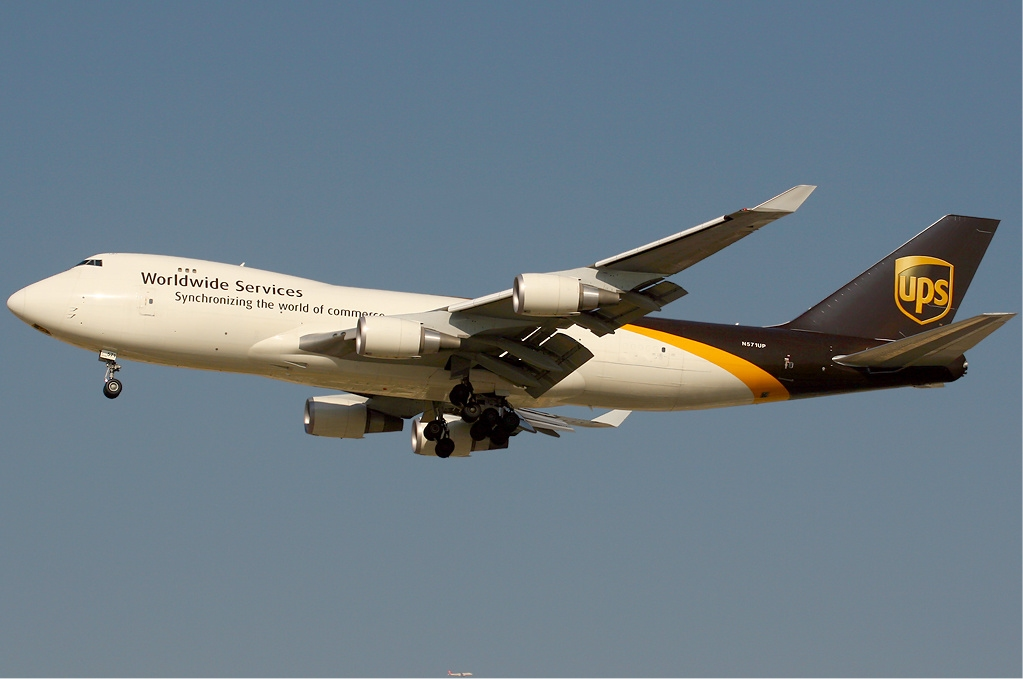
یوپی‌اس ایرلاینز دارنده بیشترین مقصد‌های پروازی

| رتبه | هواپیمایی          | کشور                | مقصد‌های پروازی (دسامبر ۲۰۱۷) |
| ---- | ------------------ | ------------------- | ---------------------------- |
| ۱    | یوپی‌اس ایرلاینز    | ایالات متحده آمریکا | ۸۱۵                          |
| ۲    | فدکس اکسپرس        | ایالات متحده آمریکا | ۳۷۵                          |
| ۳    | یونایتد ایرلاینز   | ایالات متحده آمریکا | ۳۷۳                          |
| ۴    | امریکن ایرلاینز    | ایالات متحده آمریکا | ۳۵۰                          |
| ۵    | دلتا ایرلاینز      | ایالات متحده آمریکا | ۳۲۰                          |
| ۶    | ترکیش ایرلاینز     | ترکیه               | ۳۰۲                          |
| ۷    | لوفت‌هانزا          | آلمان               | ۲۷۴                          |
| ۸    | هواپیمایی شرقی چین | چین                 | ۲۱۷                          |
| ۹    | ایر فرانس          | فرانسه              | ۲۰۴                          |
| ۱۰   | ایر چاینا          | چین                 | ۲۰۱                          |